# پیتر لیسی
کنتپیتر لیسی یا پتر پترویچ لاسی(روسی: Пётр Петро́вич Ла́сси؛ ۳۰ اکتبر ۱۶۷۸ – ۱۹ آوریل ۱۷۵۱) فرمانده نظامی ایرلندی در امپراتوری روسیه بود. او پیش از الکساندر سوورف موفق‌ترین فرمانده نظامی ارتش روسیه به‌شمار می‌رفت. در نیم‌قرن فعالیت نظامی او در ۳۱ کارزار، ۱۸ نبرد، و ۱۸ شهربند شرکت داشت. به فرمانداری ریگا منصوب شد و همان‌جا درگذشت.
وی همچنین برندهٔ جوایزی همچون نشان عقاب سپید (لهستان) شده‌است.